# Armijska ratna komanda Konjic
Armijska ratna komanda u Konjicu ili ARK/D-0 u Konjicu u Bosna i Hercegovina,  vojni je objekt izgrađen u SFR Jugoslaviji. Proglašen je za nacionalni spomenik Bosne i Hercegovine

## Lokacija
Izgrađen je u unutrašnjosti brda Zlatar, na desnoj obali rijeke Neretve na udaljenosti od oko 3,9 km jugoistočno od Konjica. Na udaljenosti od oko 750 metara jugoistočno od objekta ARK-a, u unutrašnjosti brda Zlatar smještena je i tvornica municije i eksplozivnih naprava – namjenska vojna industrija ″Igman″.

## Povijest
Zbog promjena, globalnih hladnoratovskih odnosa SFR Jugoslavija pristupila je obrambenim vojnim pripremama. Izgrađeno je niz podzemnih vojnih objekata:
- splitska mornarička vojna baza Lora, čija izgradnja koštala je 5 milijardi američkih dolara,
- podzemni vojni aerodrom i baza Željava kod Bihaća, vrijedan 8,5 milijardi američkih dolara
- armijska ratna komanda (ARK), šifriranog naziva D-0, i kodnog naziva "Istanbul“, koji se nalazi u blizini Konjica, čija izgradnja koštala je 4,6 milijardi američkih dolara.

ARK je trebao biti prateći objekt namjenske vojne industrija ″Igman″. Sam naziv A.R.K. je zapravo skraćenica od alatnica-remont-kalionica i u njemu su se trebali proizvoditi alati za tvornicu namjenske industrije. Zbog promjena na nivou globalnih hladnoratovskih odnosa, objektu je data namjena glavnog vojnog operativnog središta za smještaj i boravak maršala Josipa Broza Tita kao predsjednika države i vrhovnog zapovjednika, Štaba Vrhovne komande JNA, užeg sastava Predsjedništva i Vlade SFRJ u kriznim situacijama i u slučaju eventualnog nuklearnog napada na Jugoslaviju i dat novi šifrirani naziv D-0. Kapacitet objekta je 350 ljudi. Objekt ARK građen je punih 26 godina u razdoblju od 1953. do 1979. godine.

## Opis
ARK/D-0 u Konjicu je izgrađen s namjerom da bude glavno zapovjedno mjesto bivše Jugoslavenske narodne armije u slučaju atomskog rata. Izgradnja objekta trajala je 26 godina (1953. – 1979.). 
Nalazi se u planini Zlatar, nekoliko kilometara od Konjica, uzvodno uz desnu obalu Neretve. Betonski objekt leži na oko 6.500 metara kvadratnih prostora i oko 300 metara dubine ispod površine zemlje. Ima više od stotinu prostorija i potpuno sačuvani inventar (sastoji se od brojnih rezidencijalnih prostora, sala za konferencije, kancelarija i "predsjedničkog bloka"). Bio je predviđen da osigura nesmetan život 350 ljudi tokom šest mjeseci. Do 90-ih godina izgradnja (u koju je investirano 4,6 milijardi američkih dolara) i postojanje ovog bunkera bila je najstrože čuvana vojna tajna. Bio je među tri najveće ratne investicije u socijalističkoj Jugoslaviji, zajedno s aerodromom Željava kod Bihaća i ratnom lukom Lora kod Splita.
Sastoji se tri dijela. Vanjski dio čine tri kamuflažne zgrade. Tuneli povezuju vanjski i štićeni dio i imaju funkciju da amortiziraju nuklearni udar. Štićeni dio objekta je u obliku potkove. Ukupna površina objekta je 6.854 m2.
Štićeni dio podijeljen je na 12 blokova, gdje je ukupno ugrađen 21 sistem koji svi skupa čine režim rada i tehničkog održavanja objekta. Svi ovi sistemi su i danas u funkciji. U njemu se nalaze sistemi za zaštitu, protupožarni sistem, sistem za zaštitu od nuklearnog udara, dvije vrste klime, više od 100 spavaonica s udobnim ležajevima, dvije velike konferencijske sale, pet operativnih centara s direktnim telefonskim vezama s predsjedništvima saveznih republika i kabelskom televizijom, dvije kuhinje, pet velikih sanitarnih čvorova, kripto centar, bolnica s operacijskom salom, dva spremnika s 50 tona nafte, bazen sa 170 kubika vode, tekuća voda i tehnička iz prirodnog bunara koji se nalazi u planini. Svaki sistem ima alternativu u slučaju da prvi zakaže. Iz objekta postoji prinudni izlaz koji nije ucrtan na mapi. Poznat je i kao Titov bunker. Nema potvrde da je Tito ikada bio u njemu.
Titov bunker danas je mjesto susreta umjetnika iz regije, Europe i svijeta. Otvoren je za posjetitelje. Temperatura u bunkeru i danas je između 21 i 23 stupnja, a vlažnost zraka od 60 do 70 posto.

## Danas
Objekt ARK u izvrsnom je stanju i pristupačan je javnosti. Neprekidno se održavaju sistemi za grijanje, klimatizaciju, protupožarnu zaštitu i svi drugi sistemi u objektu su pod stručnim nadzorom.
Prostor objekta se danas koristi za realizaciju projekta Bijenale suvremene umjetnosti, d-0 ark underground, koji je promotor regionalnih kulturnih vrijednosti. Projekat proglašen je kulturnim događajem Europe za 2011. godinu od Vijeća Europe. U 2013. godini Projekat je organiziran pod pokroviteljstvom UNESCO-a. Iza dva ciklusa projekta "Bijenale" u Atomskoj ratnoj komandi trajno je postavljeno 80 umjetničkih radova, a zastupljeno je 68 umjetnika iz 28 zemalja svijeta.

## Vanjski izvori
- Titova komanda u slučaju nuklearnog rata
- Šerif spasao Titovo sklonište
- Šampinjoni u bunkerima